# Alain Simmer
Pour les articles homonymes, voir Simmer.

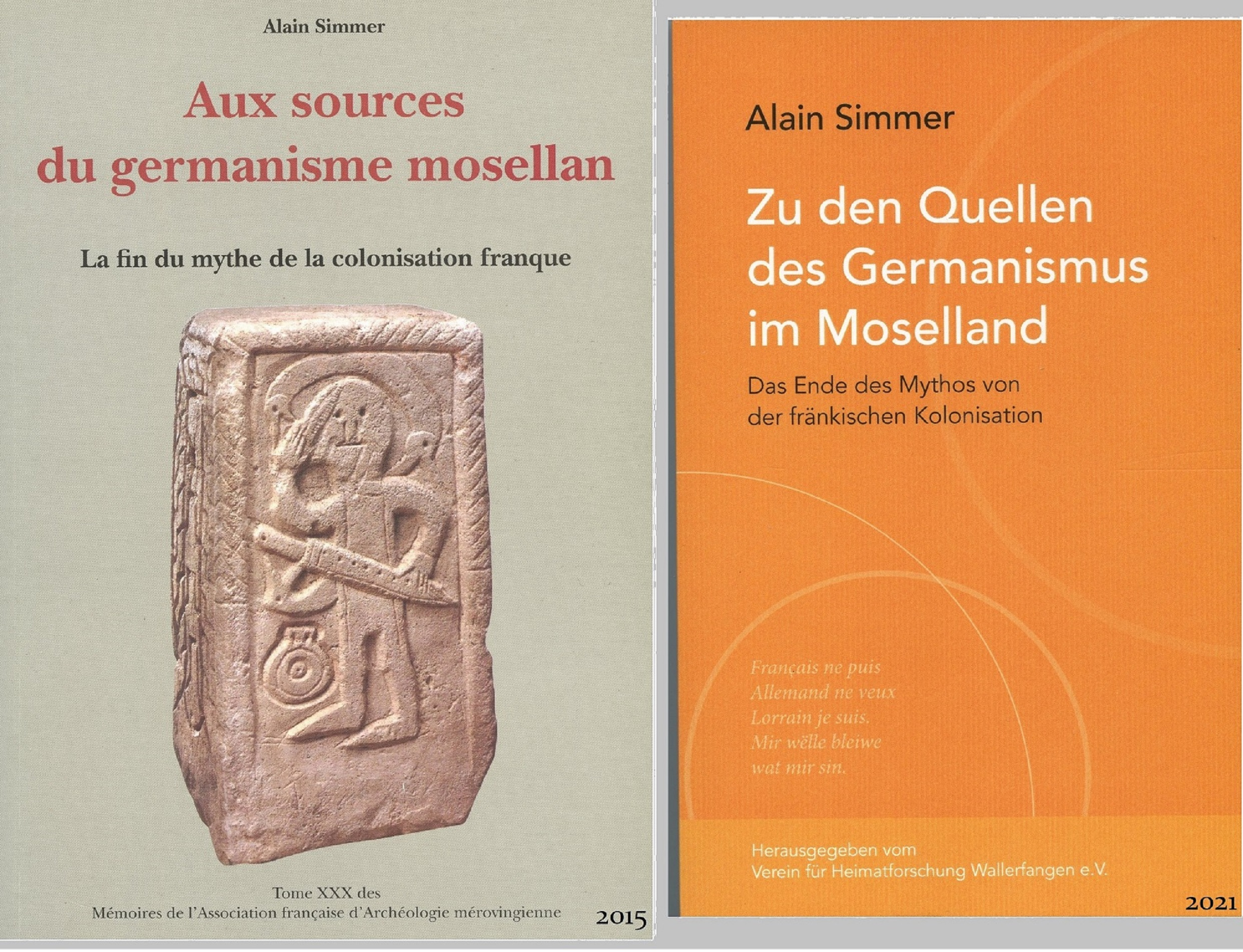
Aux sources du germanisme mosellan.

Alain Simmer, germaniste et archéologue mosellan, est l’auteur d'une centaine d'articles scientifiques, parmi lesquels une douzaine d’ouvrages commercialisés. Il a deux grands domaines de recherches : le haut Moyen Âge et le germanisme mosellan.
Professeur d'allemand au collège d'Audun-le-Tiche en 1988, il a été responsable scientifique de la fouille programmée de la nécropole mérovingienne du Bois de Butte à Audun-le-Tiche (autorisations ministérielles de 1979 à 1985) et chargé de la publication du site. Son dernier ouvrage (2017) Audun-le-Tiche mérovingien, en permet une véritable redécouverte grâce à la numérisation de diapositives couleur des années 1980.
Selon Simmer, "il est quasiment impossible de retrouver l'origine des patois mosellans car il ne subsiste aucun témoignage médiéval".
L'hypothèse évoquée habituellement pour expliquer l'origine des dialectes germaniques de Moselle (appelés familièrement "platt" dans le langage vernaculaire) se fonde sur les recherches linguistiques allemandes du XIXe siècle, qui analysent ces dialectes comme résultant des invasions franques, durant la période de déclin, puis de chute de l'Empire romain. Une frontière linguistique se serait établie entre la zone septentrionale du département, habitée majoritairement par des colons francs et les terres méridionales dominées par les Gallo-Romains ayant résisté à la poussée des envahisseurs.
Cependant, selon Simmer, "la Lorraine mérovingienne apparaît comme totalement étrangère au processus et à mille lieux de la genèse de la frontière des langues (…). [Il n'y a] aucune trace d'établissement massif de Barbares sur le sol lorrain suite à la grande invasion de 407. (…) On recherche en vain, depuis des années, les traces, tant archéologiques qu'anthropologiques, de la progression des Francs au Ve siècle en Gaule du Nord et on n'est pas près d'en retrouver car la mutation de la Gaule n'a jamais été d'ordre ethnique, comme on l'a cru trop longtemps, mais politique et ne s'est concrétisée par aucune colonisation massive (…). [Il est impossible de] continuer à envisager (…) l'hypothèse d'une implantation franque massive aboutissant à la naissance de centaines de villages nouveaux en Moselle et à la création d'une frontière linguistique (…). L'impact germanique des Francs n'a pas été plus puissant en Lorraine qu'ailleurs."
Pour Simmer, la langue des Francs a disparu en un siècle, noyée par le latin des Gallo-Romains, et n'est en rien à l'origine des dialectes germaniques mosellans actuels qui dérivent selon lui des parlers des tribus belges germanophones installées en Moselle bien avant l'arrivée des Romains en Gaule.
Avant l'invasion de Jules César, la Moselle était en effet occupée par les Belges, agrégat de tribus dont nombre parlait gaulois mais dont plusieurs revendiquaient une ascendance germanique : la pureté ethnique était déjà à cette époque du domaine du mythe. Simmer a remarqué que la frontière linguistique épouse avec une stupéfiante précision le tracé des archidiaconés (à une exception près), ces subdivisions des diocèses qui correspondent souvent aux anciens pagi gallo-romains. Or il est connu que les Romains avaient maintenu dans le découpage administratif en pagi les différentes zones linguistiques indigènes.
Le platt serait donc autochtone en Moselle depuis 2200 ans, et non depuis 1600 ans comme on le croyait jusqu'à présent, et serait issu des parlers celto-germaniques de la Gaule Belgique et non de la langue de l'envahisseur franc, conformément aux thèses allemandes du XIXe siècle. Les Francs parlaient d'ailleurs un dialecte bas-allemand, alors que les dialectes mosellans sont à rattacher au groupe moyen-allemand.
Ainsi le rhénan était la langue maternelle de Charlemagne parce qu'il avait vécu sur les terres rhénanes, et non parce que le rhénan aurait été la langue de ses ancêtres francs.
Pour Simmer, "le terme francique qui s'applique à plusieurs subdivisions dialectales actuelles, correspond à une réalité politique, en aucun cas linguistique, les parlers ainsi dénommés relevant aussi bien du haut-allemand que du bas-allemand. (…) Même si les phénomènes dialectologiques sont dus à des interférences relativement récentes de zones d'expansion linguistique, il est clair que la diversité est telle qu'on ne peut envisager une base commune (...). Le terme francique devrait être banni de ces dénominations, au profit de rhénan et mosellan."

## Biographie
Il a  étudié et publié une cinquantaine de sites mérovingiens du Nord mosellan : la riche sépulture aristocratique de Kirschnaumen, les sites du haut Moyen Âge de l'arrondissement de Thionville (une quarantaine de nécropoles), les cimetières de Bouzonville, de Montenach… Il est également l’auteur d’une nouvelle étude de la nécropole bien connue d’Ennery.
Parallèlement à ses travaux archéologiques, Alain Simmer mène une recherche de fond sur le germanisme mosellan. En fonction des dernières découvertes en archéologie mérovingienne, il est de plus en plus probable que l’origine de la frontière linguistique lorraine n’ait aucun lien avec les invasions franques, qui n’ont exercé qu’une influence mineure sur le haut Moyen Âge mosellan. Il s’agit d’un germanisme originel, présent bien avant l’époque mérovingienne.
Ces théories sont développées dans L'origine de la frontière linguistique en Lorraine : la fin des mythes,. Des thèses nouvelles, qui confrontées à la réalité archéologique, tendent à s'imposer peu à peu et connaissent un succès croissant, puisque l'ouvrage a été réédité en 1998.
Ce germanisme trouve une application toponymique avec Toponymie Mosellane.
Dernier volet de cette trilogie mosellane : les patronymes germaniques de Moselle, scientifiquement étudiés.
L’histoire régionale et locale avec la famille de Malberg et le riche passé d’Audun-le-Tiche entre autres, lui ont également fourni matière à divers ouvrages (couronnés par deux Prix d’Histoire de l’Académie de Metz).
Après un Master d’histoire ancienne de l’Université de Metz en 2009, Alain Simmer est devenu Docteur en Histoire avec une thèse, soutenue en novembre 2013, portant sur le peuplement et les langues de l'espace mosellan depuis la fin de l'Antiquité jusqu'à l'époque carolingienne. Il a publié sa thèse en 2015 : Aux sources du germanisme mosellan. La fin du mythe de la colonisation franque.
En 2021,une version allemande, traduite par Peter Winter, intitulée Zu den Quellen des Germanismus im Moselland est parue en Sarre sous l'égide du Verein für Heimarforschung von Wallerfangen. (ISBN 978-3-00-069910-8).
Les dernières publications privilégient la numérisation de clichés, souvent inédits, le plus souvent en couleur.
- 2017 Audun-le-Tiche mérovingien, Metz, éditions des Paraiges,68 p. grand format. 
- 2022 Audun-le-Tiche gallo-romain,  Saint-Pancré, éditions Paroles de Lorrains, 50 p.,  grand format. (ISBN 9782918073659)

## Publications
- Audun-le-Tiche mérovingien, Metz, éditions des Paraiges, 2017  (ISBN 9782375350362)
- Aux sources du germanisme mosellan : La fin du mythe de la colonisation franque, Metz, éditions des Paraiges, 2015  (ISBN 9791090282056 et 9791090185913)
- L'origine de la frontière linguistique en Lorraine, Knutange, Fensch-Vallée, 1998  (ISBN 290819628X)
- La bible des noms de famille mosellans : Aux origines de 8 000 patronymes de Moselle, Metz, Serge Domini, 2006  (ISBN 2912645867 et 9782912645869)
- La nécropole mérovingienne d'Ennery (Moselle) : fouilles d'Émile Delort, 1993  (ISBN 2950559514)
- Le cimetière mérovingien d'Audun-le-Tiche, Paris, Errance, 1988  (ISBN 2903442886)
- Le pays-haut mosellan hier et aujourd'hui, Thionville, S. Domini, 2000  (ISBN 2912645298)
- Les seigneurs d'Audun-le-Tiche, coll. Région de Thionville : études historiques, no 36, 1984
- Toponymie mosellane, Knutange, Fensch-Vallée, 2002  (ISBN 2908196727 et 9782908196696)
- Les seigneurs de Malberg-Audun, PSH 96, 93-109, Beffort, Luxembourg, 1982

### Copublications
- Avec Eugène Gaspard, Le canton du fer, coll. Région de Thionville : études historiques, no 33, 1978